# Ressons-l'Abbaye

Ressons-l'Abbaye este o comună în departamentul Oise, Franța. În 1 ianuarie 2018 avea o populație de 123 de locuitori.